# Kecel
Kecel (kroatisch Kecelj) ist eine Stadt im Kreis Kiskőrös, der im Komitat Bács-Kiskun im Süden Ungarns liegt. Sie hat knapp 9.000 Einwohner (Stand 2010).

## Geschichte
Die erste schriftliche Erwähnung des Ortes stammt aus dem Jahr 1198. Nach den Zerstörungen durch die Tataren und Türken wurde 1734 Kercel neu gegründet. 1869 wurde das erste Postamt erbaut. 1882 wurde der Ort an das Eisenbahnnetz angeschlossen. 1928 wurde das Telefonnetz eingerichtet. 1952 wurde der Ort elektrifiziert. Seit 1960 fließt aus einer 1000 Meter tiefen Bohrung 42 °C warmes Heilwasser. Es enthält Jod und Brom. 1970 wurde Kecel Großgemeinde und 1993 Stadt.

## Gemeindepartnerschaften
Kecel unterhält Partnerschaften mit der bayerischen Gemeinde Schwarzenbruck (seit 1991), mit Bad Tabarz in Thüringen und der rumänischen Stadt Lupeni (seit 2009).

## Sehenswürdigkeiten
- Römisch-katholische Dreifaltigkeitskirche (Szentháromság templom), erbaut 1802, Barock
- Römisch-katholische Kirche der Heiligen Familie (Szent Család templom), erbaut 1981
- Pfingstkirche Keceli Pünkösdi gyülekezet
- Apostolische Kirche Őskeresztény Apostoli Egyház Kecel
- Szentháromság-Säule, erschaffen 1892
- Wandmosaik LECEK, entworfen 1984 von Victor Vasarely
- Sonnenuhr am Rathaus

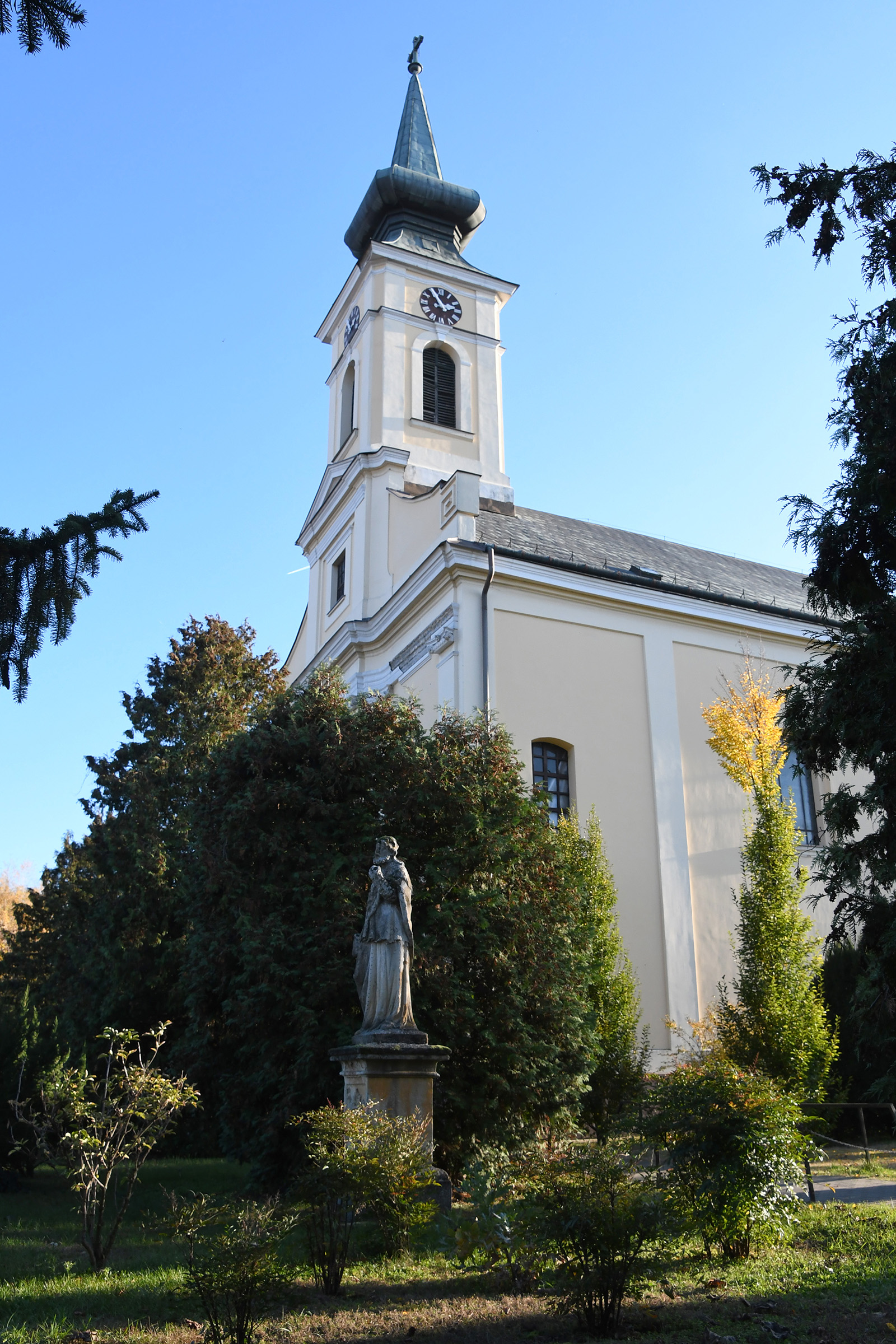
Römisch-katholische Dreifaltigkeitskirche
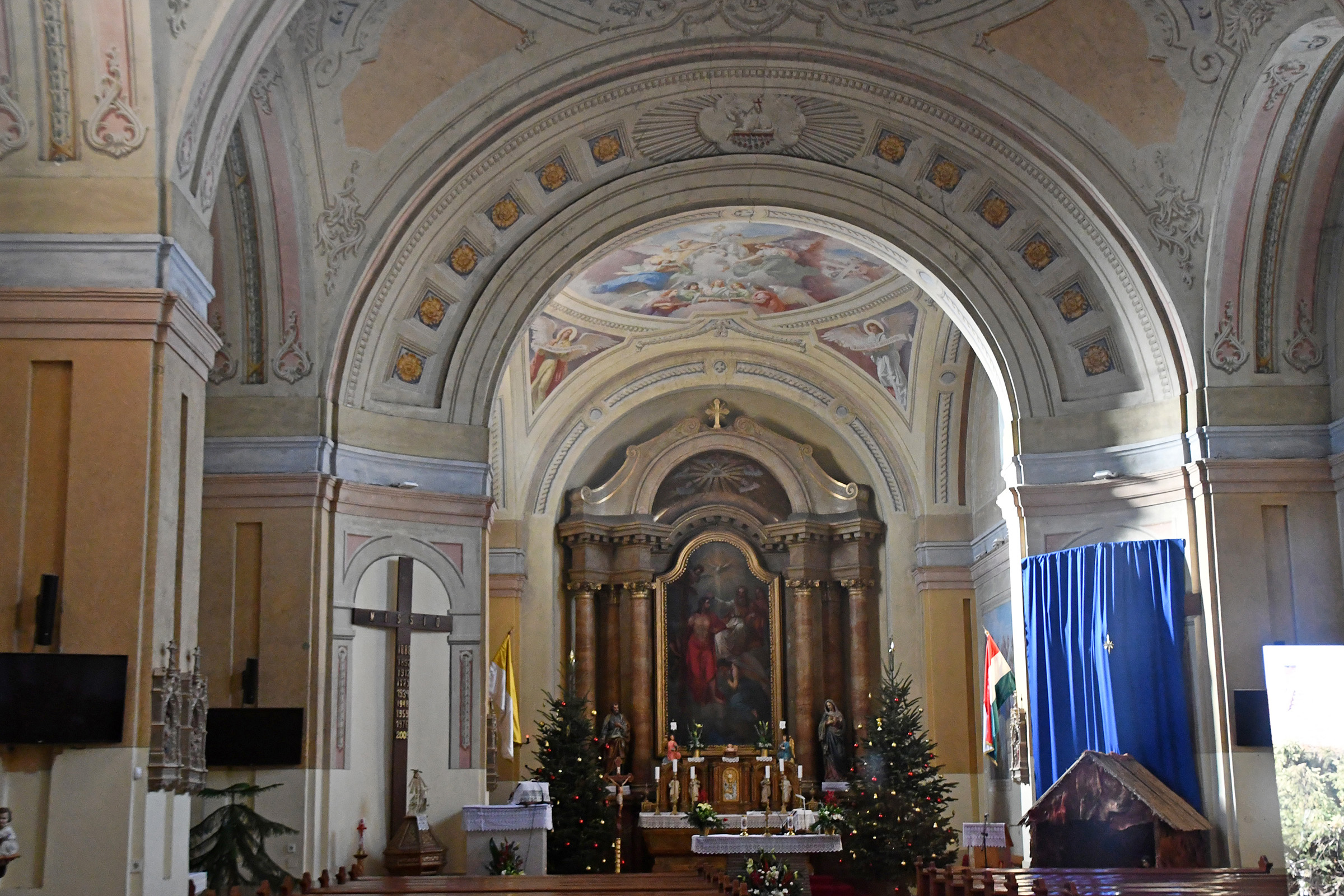
Innenraum der Dreifaltigkeitskirche
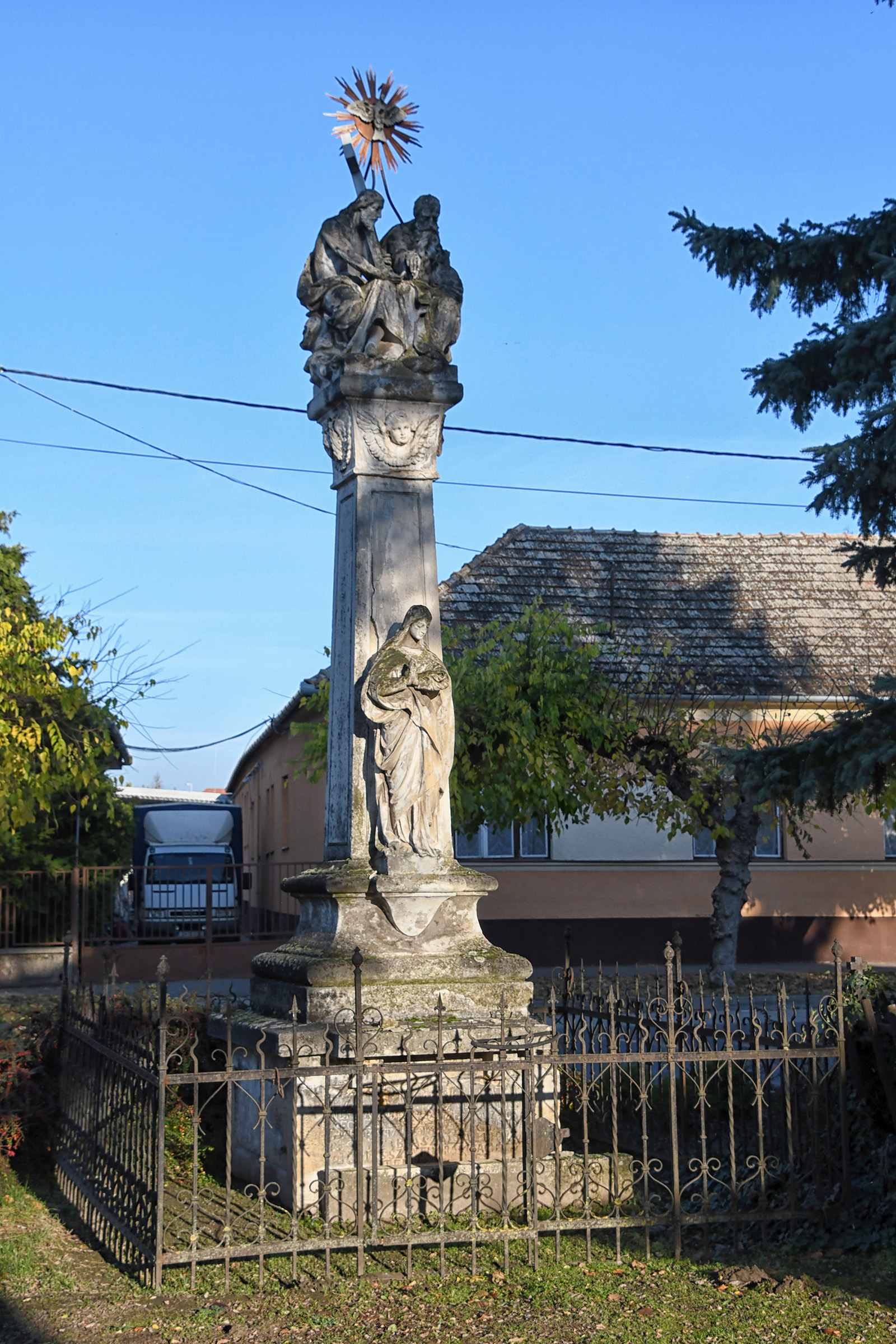
Szentháromság-Säule
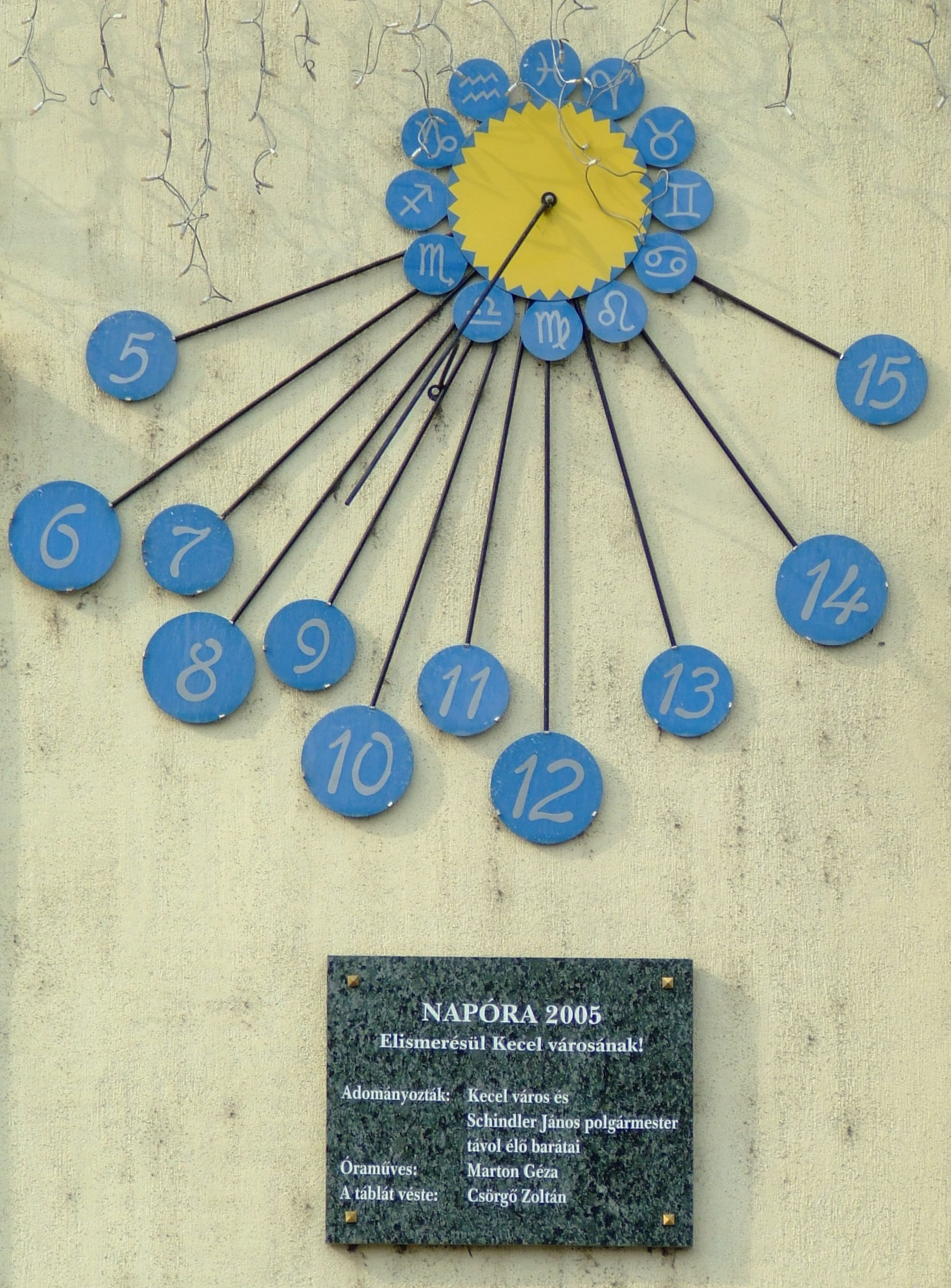
Sonnenuhr

## Verkehr
Die Stadt liegt an der Hauptstraße Nr. 54 und ist angebunden an die Bahnstrecke von Kiskőrös nach Kalocsa.